# Scaphytopius hilaris
Scaphytopius hilaris är en insektsart som beskrevs av Rauno E. Linnavuori 1959. Scaphytopius hilaris ingår i släktet Scaphytopius och familjen dvärgstritar. Inga underarter finns listade i Catalogue of Life.